# Црква Свете Петке у Великој Каменици
Црква Свете Петке у Великој Каменици, насељеном месту на територији општине Кладово, припада Епархији тимочкој Српске православне цркве.
Црква посвећена Преподобној мајци Параскеви (Света Петка) изграђена је 1983. године на месту старе цркве брвнаре из 1838. године, која није имала украсе, записе ни старине. Прилозима мештана 1861. године црква је добила иконе. Нова црква, дужине је 18m, ширине 9,6m и висине 8m, саграђена је од чврстог материјала, има кров на две воде и звонару.
Све старе књиге су уништене. Од 1922. године у цркви су служили свештеници из Русије. У селу сеоска слава је Спасовдан.